# Ludwig Feuerbach
Pour les articles homonymes, voir Feuerbach.
Ludwig Andreas Feuerbach, né le 28 juillet 1804 à Landshut (électorat de Bavière), et mort le 13 septembre 1872 à Rechenberg, est un philosophe bavarois. Il est disciple, puis critique de Hegel et le chef de file (après Bruno Bauer) du courant matérialiste appelé hégélien de gauche auquel se sont joints Stirner, Marx, Engels et Bakounine.

## Biographie
Ludwig Feuerbach est le quatrième fils du juriste Paul Johann Anselm von Feuerbach, qui s'est occupé notamment de l'affaire Kaspar Hauser.
Après des études secondaires dans sa ville natale, Ludwig Feuerbach part en 1823 étudier la théologie protestante à Heidelberg sous la direction de Paulus et de Carl Daub (de), ce dernier étant un ardent partisan de Hegel. L'année suivante, « déjà déchiré entre la théologie et la philosophie », et contre l'avis de son père, il décide de se rendre à Berlin suivre les cours de Hegel, et se passionne immédiatement pour la doctrine du maître. Il abandonne alors la théologie pour se consacrer définitivement à la philosophie, et, plus particulièrement, à la défense et à la propagation des idées hégéliennes.
Il passe son doctorat à Erlangen, soutenant la thèse De ratione una, universali, infinita (de la raison une, universelle et infinie), ce qui lui permet d'obtenir en 1828 un poste d'enseignant libre (privat-docent) à l'université de cette ville. La hardiesse de quelques-unes de ses théories lui suscite déjà de nombreux adversaires, et lorsqu'en 1830 il publie Pensées sur la mort et l'immortalité (Gedanken über Tod und Unsterblichkeit, Nuremberg) sans nom d'auteur, cet anonymat ne trompe personne. Il y critique les conceptions chrétiennes de l'âme ; reprenant avec talent les arguments des matérialistes, il refuse l'immortalité à la personne, ne l'accordant qu'à la Raison. Les réactions sont très vives, même de la part de quelques disciples d'Hegel, qui, effrayés par son athéisme, s'efforcent dans leurs professions de foi de repousser des conséquences qu'on pourrait tirer de leurs propres ouvrages. Après la polémique engendrée par cette publication, considéré par certains comme un ennemi juré de la religion, il doit quitter sa chaire en 1832, et, après plusieurs demandes de poste rejetées (la dernière en 1836), il se résigne à renoncer à toute carrière universitaire.
En 1837, il épouse une riche héritière, Bertha Loew, dont il a deux filles, ce qui lui permet de se consacrer uniquement à ses écrits. Il s'installe alors à Bruckberg, en Bavière. En 1838–1839, il écrit plusieurs articles dans la revue des hégéliens de gauche Annales de Halle. Il y publie en 1839 la Contribution à la critique de la philosophie hégélienne qui marque sa rupture avec ce courant de pensée. Plusieurs livres essentiels suivent, mi-philosophiques, mi-religieux, où la religion est implicitement sacrifiée. Au premier rang de ces ouvrages vient l'Essence du christianisme, en 1841. Ce livre lui assure un grand succès, Friedrich Engels parlant « d'effet libérateur », notamment vis-à-vis de l'hégélianisme, et proclamant : « nous devînmes tout d'un coup tous des feuerbachiens ».
Néanmoins, le livre de Stirner, L'Unique et sa propriété, qui paraît en 1844, porte de violents coups aux thèses feuerbachiennes, l'Homme qu'il exaltait comme dieu de l'homme est dénoncé comme une nouvelle transcendance, une nouvelle aliénation. Feuerbach écrira ensuite L'Essence de la foi dans l'esprit de Luther, et une série de cours à Francfort en 1848–1849. En 1845, L'Essence de la religion marque une inflexion vers le naturalisme.
En 1848, en tant que philosophe critique de la religion, il représente beaucoup pour les protagonistes de la révolution allemande de 1848. Des étudiants le pressent même de venir exposer les principes fondamentaux de sa philosophie. Il se rapproche alors du socialisme, et s'engage en politique. Il se présente aux élections de l'Assemblée nationale de Francfort, mais sans succès. Après l'échec de la révolution allemande et le retour en Allemagne de la Restauration, ses thèses perdent de leur influence dans l'opinion.
À partir de 1860, ses conditions matérielles deviennent plus difficiles à la suite de la faillite de la manufacture de sa femme. Il doit alors quitter le château de Bruckberg, où il habite, pour rejoindre Rechenberg près de Nuremberg. Il y meurt douze ans plus tard, le 13 septembre 1872.

## Sa pensée
Feuerbach considère que le Dieu personnel est une création humaine. Bien qu'il ne se définisse pas comme athée lui-même, il considère que l'athéisme n'est pas condamnable. Tout au contraire, pour lui la morale provient de la raison et la raison est humaine. Il considère que le divin se trouve dans l'essence de l'homme.
Pour Feuerbach, croire en Dieu est le signe d'une aliénation de l'homme qui abaisse ses propriétés (liberté, conscience transcendantale, créativité, etc.) pour les projeter sur Dieu. Les déterminations divines sont les déterminations humaines absolutisées. « L'homme est appauvri de ce dont Dieu est enrichi ». L'homme est donc dépouillé de sa vraie nature, rendu étranger à lui-même, c'est-à-dire, au sens propre, aliéné. La tâche de la critique de la croyance en Dieu est de restituer à l'homme son être perdu en Dieu.
Dans les Principes, Feuerbach corrige le penchant anthropocentrique que comporte sa philosophie de l'homme, pour faire place à une « nature » non dépendante de la raison humaine, et, dans la Théogonie, les thèmes moraux deviennent prédominants comme dans tous les derniers écrits de Feuerbach.

## Critique
La philosophie de Ludwig Feuerbach a été vivement critiquée par le philosophe et théologien catholique Henri de Lubac dans le Drame de l'humanisme athée (1944).

### Principales œuvres
- (la) De ratione una, universali, infinita [« De la raison une, universelle et infinie »], Erlangen, 1828 (lire en ligne) ;
- (de) Gedanken über Tod und Unsterblichkeit [« Pensées sur la mort et l’immortalité »], Nuremberg, J. A. Stein, 1830 (BNF 33400579) publié originellement sans nom d'auteur ;
  - Contenu dans La religion : Mort — Immortalité — Religion (trad. de l'allemand par Joseph Roy), Paris, A. Lacroix, Verboeckhoven & Cie, 1864 (lire sur Wikisource) ;
- (de) Geschichte der neuern Philosophie von Bacon von Verulam bis Benedict Spinoza [« Histoire de la philosophie moderne, de Bacon à Spinoza »], Ansbach, C. Brügel, 1833 (lire en ligne) ;
- (de) Abaelard und Heloise : Der Schriftsteller und der Mensch: Eine Reihe humoristich philosophischer Aphorismen [« Abélard et Héloïse »], Ansbach, C. Brügel, 1834 (lire en ligne), recueil d'aphorismes ;
- (de) Kritik des Anti-hegels: Zur Einleitung in das Studium der Philosophie [« Critique de l'anti-Hegel »], Leipzig, Otto Wigand, 1844, 2e éd. (1re éd. 1835) (lire en ligne) ;
- (de) Darstellung, Entwicklung und Kritik der Leibnitz'schen Philosophie [« Exposé, développement et critique de la philosophie de Leibniz »], Ansbach, C. Brügel, 1837 (lire en ligne), où l'auteur essaie en vain de concilier sa philosophie avec la religion ;
- (de) Pierre Bayle nach seinen für die Geschichte der Philosophie und der Menschheit interessantesten Momenten [« Pierre Bayle à ses moments les plus intéressants pour l'histoire de la philosophie et de l'humanité »], Ansbach, C. Brügel, 1838 (BNF 30432318, lire en ligne) ;
- (de) Zur kritik der Hegelschen philosophie [« Contribution à la critique de la philosophie hégélienne »], 1839 ;
- (de) Das Wesen des Christenthums [« L'Essence du christianisme »], Leipzig, Otto Wigand, 1841
  - Contenu dans Qu’est-ce que la religion ? (trad. de l'allemand par Hermann Ewerbeck), Paris, Ladrange, Garnier frères, 1850 (lire sur Wikisource)
  - L'essence du christianisme [« Das Wesen des Christenthums »] (trad. de l'allemand par Jean-Pierre Osier), Paris, François Maspéro, 1968, 528 p. (BNF 33006039, ASIN B000VSCIX8)
- (de) Grundsätze der Philosophie des Zukunft [« Principes de la Philosophie de l’avenir »], Zurich, Verlag des literarischen Comptoirs Zürich und Winterthur, 1843 (BNF 30432316, lire en ligne) ;
- Thèses provisoires en vue d'une réforme de la philosophie (1843) ;
- L’Essence de la foi dans l’esprit de Luther (das Wesen des Glaubens im Sinne Luther's), Leipzig 1844 ;
- (de) Das Wesen der Religion [« L’essence de la religion »], Leipzig, Otto Wigand, 1849, 2e éd. (1re éd. 1845) (lire en ligne) ;
  - Contenu dans La religion : Mort — Immortalité — Religion (trad. de l'allemand par Joseph Roy), Paris, A. Lacroix, Verboeckhoven & Cie, 1864 (lire sur Wikisource)
- Théogonie (1857) ;
- Spiritualisme et Matérialisme (1858). (ISBN 978-2-356-95011-6) ;
- L'homme est ce qu'il mange : Le mystère du sacrifice (trad. de l'allemand par Anne-Marie Pin), Paris, Stalker, 14 avril 2008 (ISBN 978-2-356-95011-6, BNF 41246570)

### Sur Feuerbach
- (de) Friedrich Engels, Ludwig Feuerbach und der Ausgang der Klassischen deutschen Philosophie, Stuttgart, J.H.W. Dietz, 1895 (BNF 32077991)
- Albert Lévy, Ludwig Feuerbach et la fin de la philosophie classique allemande, Paris, Félix Alcan, 1904 (BNF 30811483) (Gallica)
- Vladimir Ilitch Lénine (trad. du russe par Victor-Serge), Matérialisme et empiriocriticisme [« Материализм и эмпириокритицизм »], Paris, éditions sociales internationales,‎ 1928 (BNF 32372255) ;
- (de) Karl Barth, Die prostestantische Theologie im 19. Jahrhundert : Ihre Vorgeschichte Und Ihre Geschichte, Zurich, Evangelischer Verlag Ag. Zollikon, 1947
- Henri Arvon, Ludwig Feuerbach ou La transformation du sacré, Paris, Presses universitaires de France, 1957 (BNF 31735194)(Gallica)
- Georges Cottier, L'Athéisme du jeune Marx : ses origines hégeliennes, Paris, Vrin, 1959 (BNF 37463822)
- Henri Arvon, Feuerbach. Sa vie, son œuvre, avec un exposé de sa philosophie, Paris, Presses universitaires de France, 1964 (BNF 32907221)
- (es) Blanca Castilla de Cortázar Larrea, La antropología de Feuerbach y sus claves, Barcelone, Eiunsa, 1999
- Jean-Michel Galano, « Feuerbach, un matérialisme inachevé », La Pensée, vol. 401, no 1,‎ 2020, p. 79–91 (lire en ligne, consulté le 30 décembre 2020)
- (de) Friedrich Wilhelm Bautz, « Feuerbach, Ludwig », dans Biographisch-Bibliographisches Kirchenlexikon (BBKL), vol. 2, Hamm, 1990 (ISBN 3-88309-032-8, lire en ligne), colonnes 25–28 (Article sur Internet Archive)
- Karl Grün (de): Ludwig Feuerbach, in seinem Briefwechsel und Nachlaß sowie in seiner philosophischen Charakterentwicklung dargestellt. 2 Bände. C. F. Winter, Leipzig 1874. (Digitalisate: Band 1, Band 2)
- Adolph Kohut: Ludwig Feuerbach. Sein Leben und seine Werke, nach den besten, zuverlässigsten und zum Teil neuen Quellen geschildert. Mit ungedruckten Briefen von Ludwig Feuerbach und Anselm Ritter von Feuerbach. F. Eckardt, Leipzig 1909.
- (de) Carl von Prantl, « Feuerbach, Ludwig Andreas », dans Allgemeine Deutsche Biographie (ADB), vol. 6, Leipzig, Duncker & Humblot, 1877, p. 747-753
- Werner Schuffenhauer: „Vorwort zu den Gesammelten Werken Ludwig Feuerbachs“, in: Ludwig Feuerbach: Gesammelte Werke, Band 1, Zweite, durchgesehene Auflage, Berlin 2000,  (ISBN 3-05-000252-2)
- Josef Winiger (de): Ludwig Feuerbach, Denker der Menschlichkeit. Aufbau Taschenbuch Verlag, Berlin 2004,  (ISBN 3-7466-2056-2); Neuausgabe Lambert Schneider Verlag, Darmstadt 2011,  (ISBN 978-3-650-24030-9).

## Hommages
Une place à Kharkiv porte son nom.